# Auvers (Haute-Loire)
Auvers település Franciaországban, Haute-Loire megyében. Lakosainak száma 48 fő (2022. január 1.). Auvers Clavières, La Besseyre-Saint-Mary, Desges, Pinols és Paulhac-en-Margeride községekkel határos.

## Népesség
A település népességének változása:
| Lakosok száma | 147  | 103  | 86   | 61   | 58   | 61   | 54   | 50   | 49   | 48   |
|               | 1968 | 1982 | 1990 | 2006 | 2013 | 2015 | 2017 | 2019 | 2020 | 2022 |